# O.C. (rapper)
Omar Credle (Brooklyn, 13 de maio de 1971), mais conhecido pelo seu nome artístico, O.C., é um rapper americano e membro do grupo D.I.T.C..

## Biografia
Omar nasceu no Brooklyn, em 13 de maio de 1971, ele cita lendas do hip hop como Kool G Rap, Rakim, Big Daddy Kane e Slick Rick como suas principais influências. Em 1991, ele estreou suas habilidades na faixa "Fudge Pudge" do grupo Organized Konfusion. Um ano depois, ele apareceu no remix "Back to the Grill" de MC Serch (que também possui participação do rapper Nas, quando era mais jovem) depois de conhecer Serch em uma turnê. Em 1994, O.C. assinou com a Wild Pitch Records, onde Serch era vice-presidente. O.C. também conheceu os produtores Lord Finesse e Buckwild na turnê, marcando sua introdução no grupo D.I.T.C., após a turnê, ele se juntou com Buckwild e começou a gravar uma demo que se tornaria seu álbum de estreia Word...Life.

## Discografia
Álbuns
- Word...Life (1994)
- Jewelz (1997)
- Bon Appetit (2001)
- Star Child (2005)
- Smoke and Mirrors (2005)
- Oasis (2009)
- Trophies (2012)
- Ray's Café (2014)
- Ray's Café: The After Hours EP (2014)
- Dive In (2015)
- Same Moon Same Sun (2017)
- Perestroika (2017)
- A New Dawn (2018)